# Marcigny
Marcigny ist eine französische Gemeinde mit 1711 Einwohnern (Stand 1. Januar 2022) im Département Saône-et-Loire in der Region Bourgogne-Franche-Comté. Sie liegt in der Landschaft des Brionnais und gehört zum Kanton Paray-le-Monial.
Marcigny ist eine der Partnerstädte der pfälzischen Kleinstadt Freinsheim.
Es waren einst zahlreiche Klöster in der Umgebung des Ortes angesiedelt. Die dort abgehaltenen Versammlungen der Ordensschwestern gaben dem Ort den Namen Marcigny-les-Nonnains.

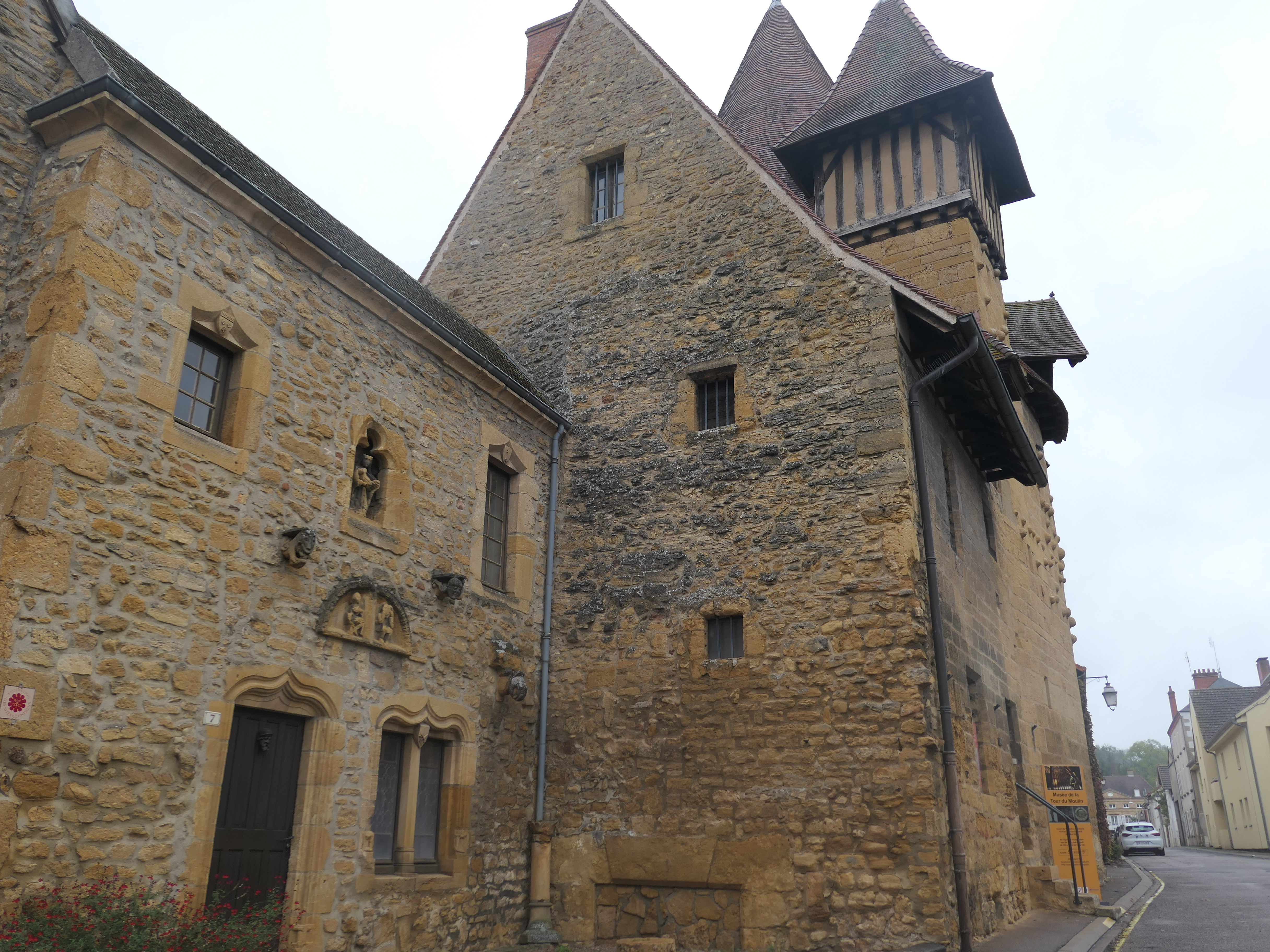
Tour du Moulin Ansicht

## Sehenswürdigkeiten
Touristisch ist die Kleinstadt vor allem für die Reste des ehemaligen Priorats, den Tour du Moulin, in dem heute ein Museum für alte Fayencen untergebracht ist, bekannt. Einige plastische Überreste des Priorats (ca. 1082) wurden in die Wand eines Hauses neben dem Tour du Moulin eingefügt.

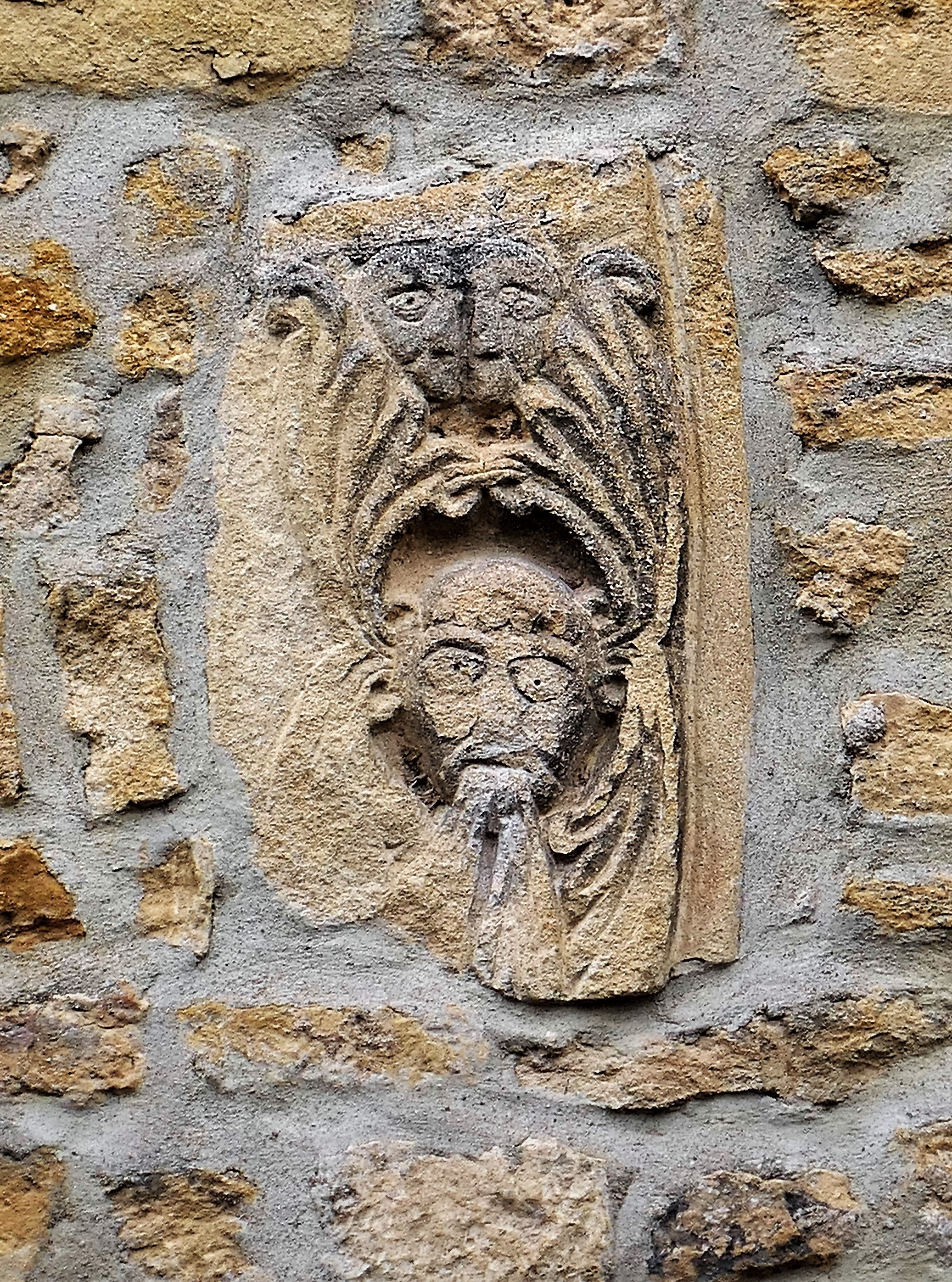
Tour du Moulin Blattmaske

## Persönlichkeiten
- Adela von Blois (um 1062–1138), Tochter von Wilhelm dem Eroberer und die Mutter von Stephan von Blois, König von England
- Hugo von Cluny (1024–1109), Heiliger der römisch-katholischen Kirche und Abt des Klosters Cluny
- St. Ulrich von Zell (1029–1093), Benediktinermönch, Prior des Doppelklosters in Marcigny, Gründer und Prior des Klosters St. Ulrich im Schwarzwald, Heiliger
- Philibert Fressinet (1767–1821), General
- André Du Ryer (1580–1660), Orientalist